# Дозор-Б
«Дозор-Б» — украинский военный бронеавтомобиль лёгкого класса с колёсной формулой 4 × 4. Может использоваться для оснащения специальных подразделений вооружённых сил и полиции. Разработчиком бронемашины является КП ХКБМ им. А. А. Морозова, производителем — ХЗТМ и ЛБТЗ.

## История
Первый демонстрационный образец бронемашины "Дозор-Б" был впервые представлен на оружейной выставке «Зброя та безпека-2004» (27-30 октября 2004 г.).
Разработка бронемашины была завершена летом 2006 года, в 2011 году лицензию на производство бронемашины через компанию-посредника купила польская компания «Mista» (однако подготовка производственной линии для производства "Дозор-Б" в Польше была завершена только в 2013 году).
31 мая 2014 года глава МВД А. Б. Аваков сообщил о возможности приобретения бронемашин «Дозор» для Национальной гвардии Украины, а на следующий день — сообщил, что «Дозор-Б» направят на испытания. 4 июня 2014 года второй «Дозор-Б» был представлен на полигоне Национальной гвардии под Чугуевом Харьковской области. 6 июня 2014 года исполняющий обязанности президента Украины А. В. Турчинов заявил, что на вооружение украинской армии поступят 200 бронемашин «Дозор-Б».
В июле 2014 года было объявлено, что сборку и производство «Дозор-Б» планируют начать также на ГП "Львовский бронетанковый завод".
По состоянию на сентябрь 2014 года, было начато изготовление корпусов для нескольких бронемашин, однако в войска новые бронемашины не поступали — начало их серийного производства было отложено на несколько месяцев в связи с отсутствием двигателей. 5 декабря 2014 заместитель генерального директора ГК «Укроборонпром» по производству Юрий Пащенко сообщил, что серийное производство «Дозор-Б» начнётся в марте 2015 года на Львовском бронетанковом заводе.
30 января 2015 года президенту Украины П. А. Порошенко был представлен обновлённый предсерийный образец броневика "Дозор-Б".
Масса "Дозор-Б" в стандартном варианте исполнения (с открыто установленным пулемётом НСВТ, без дополнительного оборудования) составляет 6,3 т.
2 февраля 2015 года ГК "Укроборонпром" объявил, что в течение 2015 года планируется выпустить 50 бронемашин "Дозор-Б". В этот же день военнослужащим украинской армии представили первый серийный образец бронемашины "Дозор-Б" (оснащённый боевым модулем БПУ-12,7). Сообщается, что полная масса серийного "Дозор-Б" (с установленным боевым модулем) составляет 8450 кг.
4 февраля 2015 года генеральный директор ГК "Укроборонпром" Р. А. Романов подтвердил, что в течение 2015 года планируется выпустить 50 бронемашин "Дозор-Б" и пообещал, что в 2016 году их производство выйдет на уровень не меньше 100 единиц.
3 апреля 2015 года было объявлено о начале работ по серийному производству бронемашин "Дозор-Б" на Львовском бронетанковом заводе, при этом броневые корпуса машин, выпускаемых ЛБТЗ, было решено изготавливать из импортных стальных листов польского производства.
Тем не менее, производство бронемашин сразу начато не было (до 13 июня 2015 года было изготовлено десять бронекорпусов, из которых было собрано только два серийных "Дозор-Б").
13 июля 2015 было объявлено, что стоимость одного "Дозор-Б" составляет 4 млн гривен.
16 июля 2015 генеральный директор ГК "Укроборонпром" Р. Романов сообщил, что первые бронемашины "Дозор-Б" планируется передать в войска осенью 2015 года.
16 сентября 2015 первый заместитель генерального директора ГК "Укроборонпром" С. Пинькас сообщил в интервью, что по результатам испытаний двух выпущенных бронемашин "Дозор-Б" министерство обороны Украины выступило с предложением внести несколько изменений в техническую документацию (в частности, установить другую приборную панель).
18 сентября 2015 начальник генерального штаба вооружённых сил Украины В. Н. Муженко сообщил, что серийное производство бронемашин "Дозор-Б" планируется начать в 2016 году.
20 сентября 2015 был выпущен третий "Дозор-Б".
28 ноября 2015 заместитель министра обороны Украины генерал-лейтенант И. Павловский сообщил в интервью, что "Дозор-Б" не принят на вооружение, поскольку государственные испытания выявили наличие 49 недостатков, на устранение которых ориентирован ГК "Укроборонпром". 2 декабря 2015 директор ХКБМ Яков Мормило пообещал, что выявленные недостатки будут устранены до конца января 2016 года и сообщил, что на Львовском бронетанковом заводе под надзором сотрудников ХКБМ заложены на стапелях 10 бронемашин "Дозор-Б", которые должны поступить в войска в 2016 году.
5 декабря 2015 на Михайловской площади в Киеве были представлены пять серийных "Дозор-Б".
6 декабря 2015 пресс-служба ГК "Укроборонпром" сообщила, что "Дозор-Б" прошёл государственные испытания и рекомендован к принятию на вооружение вооружённых сил Украины.
15 декабря 2015 пресс-служба ГК "Укроборонпром" сообщила, что министерство обороны Украины заключило контракт с Львовским бронетанковым заводом на производство бронемашин "Дозор-Б" для вооружённых сил Украины.
17 декабря 2015 ГК "Укроборонпром" подписал меморандум о сотрудничестве с чешской государственной компанией "VOP CZ s.p.", в рамках которого запланировано приведение бронемашин "Дозор-Б" к стандартам НАТО и помощь в сертификации бронемашины в странах Европы.
6 апреля 2016 года пресс-служба ГК "Укроборонпром" сообщила о готовности к серийному производству бронемашин "Дозор-Б" на ЛБТЗ. Как сообщил главный инженер ЛБТЗ И. Чурилов, задержка в производстве была вызвана освоением технологии сварки броневой стали с соблюдением теплового режима, нарушение которого приводило к образованию трещин в металле.
В июле 2016 года 95-я отдельная аэромобильная бригада получила 10 единиц Дозор-Б 
В сентябре 2018 года был представлен "Дозор-Б" с комплектом навесного бронирования.
3 декабря 2018 года было объявлено о намерении разработать на базе "Дозор-Б" машину радиационной, химической и биологической разведки.
В производстве "Дозор-Б" участвуют 17 предприятий концерна "Укроборонпром" и 86 иных предприятий Украины различных форм собственности.
Приказом Министерства обороны Украины №245 за 3 июля 2020 года на вооружение ВСУ была официально принята Тактическая боевая машина "Дозор-Б" от Укроборонпром.
Первая партия из 10 автомобилей "Дозор-Б" прошла свои испытания непосредственно на фронте еще в 2016 году. После этого харьковские конструктора технику доработали и улучшили.
ХКБМ приступил к подготовке производства для изготовления на собственных мощностях автомобилей "Дозор-Б".
После проведения квалификационных испытаний харьковское предприятие, как и Львовский бронетанковый завод, сможет самостоятельно серийно изготавливать "Дозоры".
23 августа 2020 г. в ВСУ было передано 2 бронеавтомобиля Oncilla 4Х4, лицензионной модернизированной версии "Дозор-Б", собранных в Польше.
В мае 2021 г. ВСУ получили ещё 9 бронеавтомобилей Oncilla.

## Описание
«Дозор-Б» предназначен для транспортировки личного состава и перевозки грузов в условиях боевых действий (в том числе с применением оружия массового поражения). Является аэротранспортабельным (возможность перевозки на транспортных самолётах Ан-70 была предусмотрена изначально).

### Компоновка
Компоновка бронетранспортёра выполнена по автомобильной схеме, что позволяет обеспечить высокую проходимость при сохранении удобства работы и безопасности посадки-высадки экипажа. Капотная компоновка позволяет обеспечить удобный доступ к элементам силовой установки, рулевого управления, тормозной и воздушной систем в ходе их обслуживания и ремонта.
Конструктивно машина делится на два отсека: моторно-трансмиссионный и обитаемый:
- Моторно-трансмиссионный отсек занимает носовую и центральную части корпуса и отделён от обитаемого отсека герметичной виброшумоизолирующей перегородкой. В отсеке располагается двигатель с обслуживающими системами, трансмиссия, основные элементы рулевого управления, воздушная и тормозная системы, а также элементы систем кондиционирования и отопления обитаемого отсека.
- Обитаемый отсек занимает центральную и кормовую части корпуса и служит для размещения людей, установки необходимого для их работы оборудования, укладки снаряжения, боекомплекта и ЗИП. Условно обитаемый отсек делится на отделение управления, боевое отделение и десантное отделение.
  - Отделение управления расположено в передней части обитаемого отсека и содержит рабочее место водителя с органами управления бронетранспортёром, а также рабочее место командира с установленными средствами связи и навигации.
  - Боевое отделение расположено в центральной части обитаемого отсека и содержит рабочее место стрелка с органами прицеливания и управления пулемётной установкой.
  - Десантное отделение расположено в кормовой части обитаемого отсека и содержит места для размещения десанта, перископические приборы наблюдения десанта и бойницы для ведения огня десантом из личного оружия.

В обитаемом отсеке расположена фильтровентиляционная установка и основные элементы систем вентиляции, отопления и кондиционирования.

### Защита
По официальным данным разработчиков, первый образец "Дозор-Б" был построен с использованием деталей от советского бронетранспортёра БТР-80.
Корпус бронемашины выполнен из броневой стали "Armstall 500" польского производства и обеспечивает защиту экипажа, десанта и внутреннего оборудования от стрелкового оружия, противопехотных мин и воздействия оружия массового поражения. Броневая защита корпуса обеспечивает защиту от бронебойных пуль стрелкового оружия, выпущенных с расстояния 30 метров, а также от осколков 152-мм осколочно-фугасного снаряда, сработавшего на расстоянии 50 метров.
В средней части корпуса защита дополнительно усилена изнутри несколькими слоями баллистической ткани "кевлар".
Днище выполнено из броневой стали, имеет цилиндрическую форму для обеспечения защиты от мин. Броневое остекление бронетранспортёра обеспечивает защиту, аналогичную основной броневой защите.
«Дозор-Б» оснащён фильтровентиляционной установкой, предназначенной для очистки наружного воздуха от отравляющих веществ, радиоактивной пыли, биологических аэрозолей, подачи очищенного воздуха в обитаемое отделение и создания в нём избыточного давления, а также вентиляции обитаемого отделения от пороховых газов при стрельбе.
Камуфлирующее окрашивание обеспечивает снижение заметности и уменьшение дальности обнаружения.

### Вооружение
На бронемашину может быть установлено следующее вооружение:
- 12,7-мм зенитная пулемётная установка (пулемёт НСВТ или КТ-12.7) с дистанционным управлением изнутри машины. Зенитная пулемётная установка оснащена оптическим монокулярным перископическим прицелом ПЗУ-7, имеющим кратность увеличения 1,2 и поле зрения 50°. Боекомплект составляет 450 патронов (три ленты по 150 патронов)[8]. Углы наведения по вертикали — от −3° до +68°, по горизонтали — 360°.
- 30-мм автоматический гранатомёт КБА-117[55]
- 130-мм противотанковый ракетный комплекс "Барьер" с боекомплектом 16 ракет, которые размещены на стеллажах в десантном отделении (вместо мест для десанта)[1]
- боевой модуль «Блик-2» - дистанционно управляемый пулемётно-гранатометный комплекс (12,7-мм пулемёт, 30-мм автоматический гранатомёт и устройство для отстрела дымовых гранат, впервые представлен 11 сентября 2014 на оружейной выставке "ADEX-2014")[56][57][58]
- боевой модуль ОБМ «Киборг» (дистанционно управляемый 12,7-мм пулемёт НСВ "Утёс"[59] и 40-мм гранатомёт УАГ-40)[60]
- боевой модуль БПУ-12,7 (дистанционно управляемый 12,7-мм пулемёт с лазерным дальномером)[61]
- боевой модуль "Вий" (дистанционно управляемая 23-мм двуствольная автоматическая пушка ГШ-23Л с оптико-телевизионным прицелом ОТС-20.01). Боекомплект составляет 250 выстрелов[62]

### Приборы наблюдения
Наблюдение за местностью производится через стеклоблоки, а также через дневные приборы наблюдения (имеется два дневных прибора наблюдения ТНПО-160 и четыре дневных прибора наблюдения ТНП-165А). Кроме того, в условиях плохой видимости или ночью водитель может использовать прибор ночного видения ТВН-5.

### Двигатель и трансмиссия
Первоначально на бронемашину был установлен четырёхтактный, четырёхцилиндровый рядный дизель DEUTZ BF 4M 1013 FC (мощностью 190 л. с.) немецкого производства с турбонаддувом и промежуточным охлаждением воздуха (интеркулером).
В дальнейшем было объявлено, что на "Дозор-Б" могут быть установлены два типа двигателя: DEUTZ BF 4M 1013 FC (мощностью 190 л. с.) или IVECO 8142.38.11 (мощностью 140 л. с.).
30 января 2015 года было объявлено, что в конструкцию "Дозор-Б" внесены изменения, которые позволят наладить выпуск бронемашины с пятью различными типами двигателей.
Силовая передача — механическая, обеспечивает постоянную передачу крутящего момента от двигателя ко всем колёсам. В состав силовой передачи входят коробка передач, раздаточная коробка, колёсные редуктора, передняя и задняя главные передачи и карданные валы.
Трансмиссия гидромеханическая Allison 1000LCT.

### Средства связи и навигации
Для обеспечения внешней связи на предсерийный образец были установлены радиостанция Р-173М и радиоприёмник Р-173ПМ (диапазон рабочих частот — 30-75 кГц), для обеспечения внутренней связи — аппаратура внутренней связи и коммутации АВСК-1, а также радионавигационная аппаратура СН-3003 «Базальт» (предназначенная для непрерывного определения координат места, времени и вектора абсолютной путевой скорости объекта по радиосигналам НКА систем ГЛОНАСС и GPS NAVSTAR в любой точке земного шара, в любой момент времени, независимо от метеоусловий, решения сервисных задач, индикации навигационных параметров).
В августе 2014 года главный инженер Львовского бронетанкового завода В. Андрощук сообщил, что на "Дозор-Б" будет установлена импортная радиостанция зарубежного производства. В апреле 2015 года он сообщил, что принято решение устанавливать на "Дозор-Б" радиостанцию польского производства.

### Системы обеспечения обитаемости
«Дозор-Б» оснащён системами вентиляции, системой отопления и кондиционером.
Система вентиляции с принудительной циркуляцией воздуха предназначена для обеспечения поступления свежего воздуха в обитаемое отделение и удаления пороховых газов при ведении стрельбы десантом из стрелкового оружия при выключенной фильтровентиляционной установке.
Система отопления жидкостного типа обеспечивает комфортные условия обитаемости экипажа и десанта бронетранспортера в холодное время года за счёт обогрева воздуха в обитаемом отделении и обдува тёплым воздухом лобовых стеклопакетов.
Кондиционер создаёт комфортные условия обитаемости экипажа и десанта изделия в жаркое время года за счёт охлаждения или вентиляции воздуха в бронетранспортере, при этом обеспечивает:
- охлаждение воздуха при температурах наружного воздуха от 20 до 55 С;
- вентиляцию воздуха без его охлаждения или обогрева во всём диапазоне эксплуатационных температур бронетранспортёра.

### Специальное оборудование
- Система централизованной подкачки шин — обеспечивает автоматическое поддержание заданного давления в шинах, позволяет контролировать и изменять давление в шинах с места водителя в зависимости от дорожных условий.
- Лебёдка — предназначена для самовытаскивания застрявшего бронетранспортера, а также для вытаскивания других застрявших машин аналогичной массы.

## Варианты и модификации
- «Дозор-А» — многоцелевой автомобиль повышенной проходимости, впервые показан на выставке «ISPEK-2004» в декабре 2004 года. Масса — 3,5 тонн, грузоподъемность — 2 тонны[65].

- «Дозор-Б» (В1320) — первый вариант бронемашины, опытный образец которой был разработан в 2004—2007[66] и представлен на международной выставке вооружений „IDEX-2007“ в феврале 2007 года[7][67], предлагался на экспорт[68], но серийно не выпускался[69]. Оснащён прибором спутниковой навигации СН-3003 и лебёдкой WARN XD 9000i. В июле 2014 года стоимость одной бронемашины составляла около 3 млн гривен[70]
- «Дозор-Б» (В1320-1/В1320А) - второй вариант бронемашины, разработанный в 2014-2015. Машина получила другую компоновку десантного отсека (вместимость которого возросла с 9 до 10 человек); более мощную лебёдку (тяговое усилие увеличено с 4100 до 6800 кгс); инструментальные ящики на бортах (что увеличило ширину машины на 50 мм, до 2450 мм); новый топливный бак (объём увеличен с 146 до 180 л); модернизированную панель приборов, систему постановки дымовой завесы, подпорометр, прибор радиационной разведки ДРГ-Т, обновленную спутниковую навигационную систему СН-3003М, автоматическую систему пожаротушения, предпусковой подогреватель, вытяжные вентиляторы для пороховых газов, лафет, электроподогрев лобового стекла и боковых зеркал. В результате, масса машины увеличилась на 100 кг[71][72].
- «Oncilla»[73] — опытный модернизированный вариант «Дозор-Б», изготовленный в Харькове и проданный в Польшу в 2013 году[74], с 2013 года выпускается по лицензии польской компанией «Mista»[75], модифицированный для обеспечения соответствия стандартам НАТО по баллистической и противоминной защите до уровня 3 STANAG 4569[76].

- 1 сентября 2014 года на XXII международной выставке оборонных технологий MSPO-2014 был показан демонстрационный образец бронемашины «Oncilla», модернизированный при участии французской компании Lacenaire Limited Сo. На бронемашину установлены решётчатые защитные экраны, новые детали ходовой части и новое рулевое колесо
- 19-21 мая 2015 года на оружейной выставке IDET 2015 (Брно, Чехия) был представлен ещё один демонстрационный образец бронемашины «Oncilla» - модернизированный кипрской компанией "Lacenaire Ltd." (на который вместо дизельного двигателя DEUTZ BF 4M 1013 FC мощностью 190,5 л. с. установлен двигатель IVECO NEF 4 ENTC мощностью 209,5 л.с.; также на модернизированный вариант установлены трансмиссия Allison 1000 производства США и радиостанция FONET производства польской компании "WB Electronics")

- "Хорт" - вариант с увеличенной до 3400 мм колёсной базой, массогабаритный макет бронемашины представлен в январе 2016 года[79].

На базе «Дозор-Б» предусмотрена возможность создания серии боевых бронированных машин различного назначения (машина общего назначения, бронеавтомобиль, бронетранспортёр, машина радиационной и химической разведки, командирская машина, разведывательно-дозорная машина, машина десанта, самоходный противотанково-ракетный комплекс, машина огневой поддержки (120-мм самоходный миномёт), медицинская машина, полицейская машина).

## Страны-эксплуатанты
- Украина — 25 «Дозор-Б» и Oncilla по состоянию на 2021 год[80]
- Польша — один опытный образец, по состоянию на 2013 год[3]
- Сенегал — две «Oncilla»[81], закупленные в Польше в 2017 году[82], получены весной 2017 года[4]
- США — в 2021 году один «Дозор-Б» куплен через "Укрспецэкспорт"[83].